# Janne Isaksson
Janne Isaksson är en finlandssvensk sportjournalist för Yle Sporten. Han har kommenterat fotbolls-VM i TV sedan 2014 i Brasilien och OS sedan sommarspelen i Rio de Janeiro 2016. Isaksson som är hemma från Kimito har även varit frilansreporter för Åbo Underrättelser.